# Schlacht von Wusong
Kowloon – 1. Chuenpi – 1. Chusan – Damm – 2. Chuenpi – Humen – First Bar Island – Whampoa Island – Broadway – 1. Kanton – 2. Kanton – Sanyuanli – Amoy – 2. Chusan – Zhenhai – Ningbo – Ciqi – Zhapu – Wusong – Zhenjiang – Nerbudda
Bei der Schlacht von Wusong am 16. Juli 1842 eroberte das britische Expeditionskorps während des Ersten Opiumkriegs die Küstenverteidigung bei Wusong. Damit wurde für die Briten der Weg nach Shanghai frei.

## Hintergrund
Wusong lag am Zusammenfluss des Jangtsekiang sowie des Huangpu Jiang und kontrollierte somit den Zugang von See über das Flusssystem nach Shanghai. Der Ort war bereits vor dem Opiumkrieg aufgrund seiner strategischen Lage befestigt. 1828 zählte Guan Tianpei bei einer Inspektion 1000 Soldaten und 231 Kanonen. Er bemängelte allerdings, dass die Artillerie vorwiegend aus veralteten Modellen zu kleinen Kalibers bestand.
Im Zuge des Opiumkriegs verstärkte das Qing-Militär die Verteidigung bei Wusong. Auf beiden Seiten des Flussufers waren Erdbefestigungen errichtet worden. An der Westseite standen 1000 Soldaten mit 144 Kanonen. Auf der Ostseite standen genauso viele Soldaten mit 20 Kanonen. In Baoshan waren 2000 Mann mit 50 Geschützen stationiert. Des Weiteren waren 700 Soldaten nordwestlich von Baoshan gegen einen Flankenangriff positioniert. Die Hauptstellung der Küstenverteidigung kommandierte der Befehlshaber der Küstenverteidigung von Jiangnan Chen Huacheng. Die Truppen in Baoshan standen unter dem Kommando des frisch ernannten Generalgouverneurs von Liangjiang Niu Jian.
Niu Jian hatte als Ranghöchster den Oberbefehl. Er bezeichnete die chinesische Vorbereitung vor der Schlacht als adäquat und rechnete mit einem Sieg der eigenen Kräfte. Niu hatte dabei kein realistisches Bild von den technischen Fähigkeiten der Briten. So behauptete er vor der Schlacht, die britischen Dampfkriegsschiffe müssten von Ochsen entgegen den Flussstrom an Land gezogen werden.
Das britische Expeditionskorps stellte für den Angriff auf Wusong acht konventionelle Kriegsschiffe, sechs bewaffnete Dampfschiffe, vierzehn Transportschiffe und 2000 Mann Bodentruppen ab.

## Verlauf

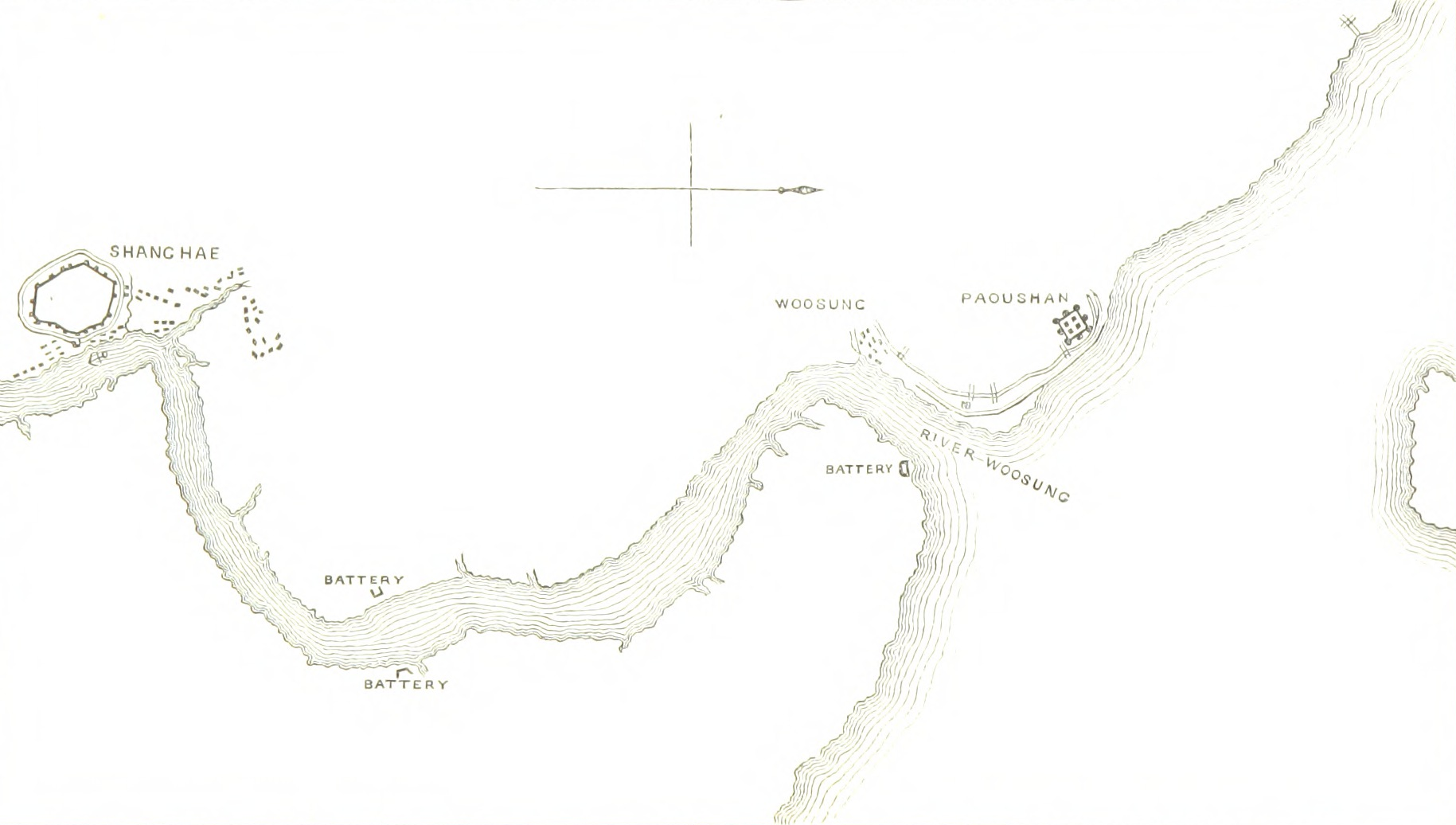
Britische Karte aus einem Werk über den Opiumkrieg. Rechts Mitte der Schauplatz der Schlacht von Wusong, links die Stadt Shanghai, Erstveröffentlichung 1852

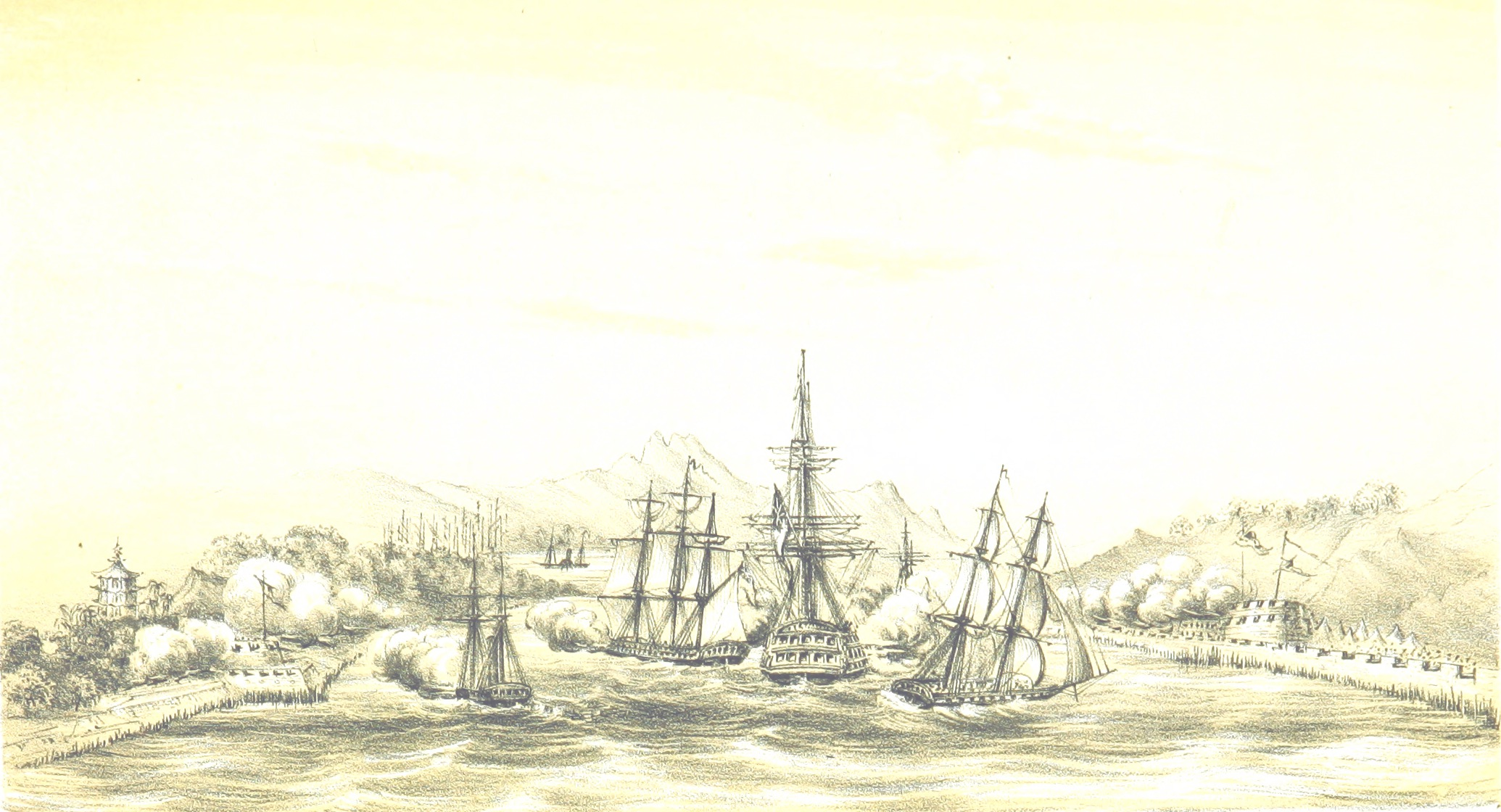
Britische Kriegsschiffe beschießen die Küstenverteidigung bei Wusong, Zeichnung von 1860.

Die britischen Kräfte eröffneten am 16. Juli 1842 vor Tagesanbruch die Kampfhandlungen. Die Schiffe gingen in zwei Gruppen entlang der beiden Flussufer vor. Am frühen Nachmittag landeten sie Bodentruppen am Westufer an. In dem daraus folgenden Gefecht wurden die chinesischen Verteidiger geschlagen und flüchteten nach dem Tod ihres Befehlshabers Chen Huacheng. Die Truppen in Baoshan wurden von Niu Jian zur Hilfe herangeführt. Ihr Vormarsch endete aber kurz nach dem Verlassen der Stadtmauer im Artilleriefeuer der Briten. Niu Jian floh zurück nach Baoshan und dann nach Jiading. Der chinesische Widerstand löste sich am ersten Kampftag auf.

## Folgen
Für das Gefecht am Westufer vermelden die chinesischen Quellen 88 Tote. Niu Jian gab für seine Truppen rund zehn Tote an. Die Niederlage im Gefecht wurde auf chinesischer Seite auf die Feigheit und Fehlleistung von Niu Jian zurückgeführt. Eine Debatte über die eigene militärtechnische Unterlegenheit fand wie auch nach den früheren Niederlagen nicht statt. Die Briten besetzten Shanghai nach dem Erhalt von Verstärkungen kampflos am 19. Juli. Die Qing-Streitkräfte waren zuvor aus der Stadt geflohen. Die Briten zogen sich am 27. Juli bis auf zwei Blockadeschiffe aus Shanghai vollständig zurück. Das Expeditionskorps machte sich nach Zhenjiang, seinem nächsten Angriffsziel, auf.